# 南沙客運港駅
南沙客運港駅（なんさきゃくうんこう-えき）は、中華人民共和国広東省広州市南沙区に位置する広州地下鉄4号線の駅。

## 駅構造
対面式ホーム2面2線の地下駅。

## 駅周辺
- 南沙客運港

## 歴史
- 2017年12月28日 - 開業[1]。

## 隣の駅
■広州地下鉄4号線
南横駅 - 南沙客運港駅